# William Walworth
 (août 2016).
Si vous disposez d'ouvrages ou d'articles de référence ou si vous connaissez des sites web de qualité traitant du thème abordé ici, merci de compléter l'article en donnant les références utiles à sa vérifiabilité et en les liant à la section « Notes et références ».

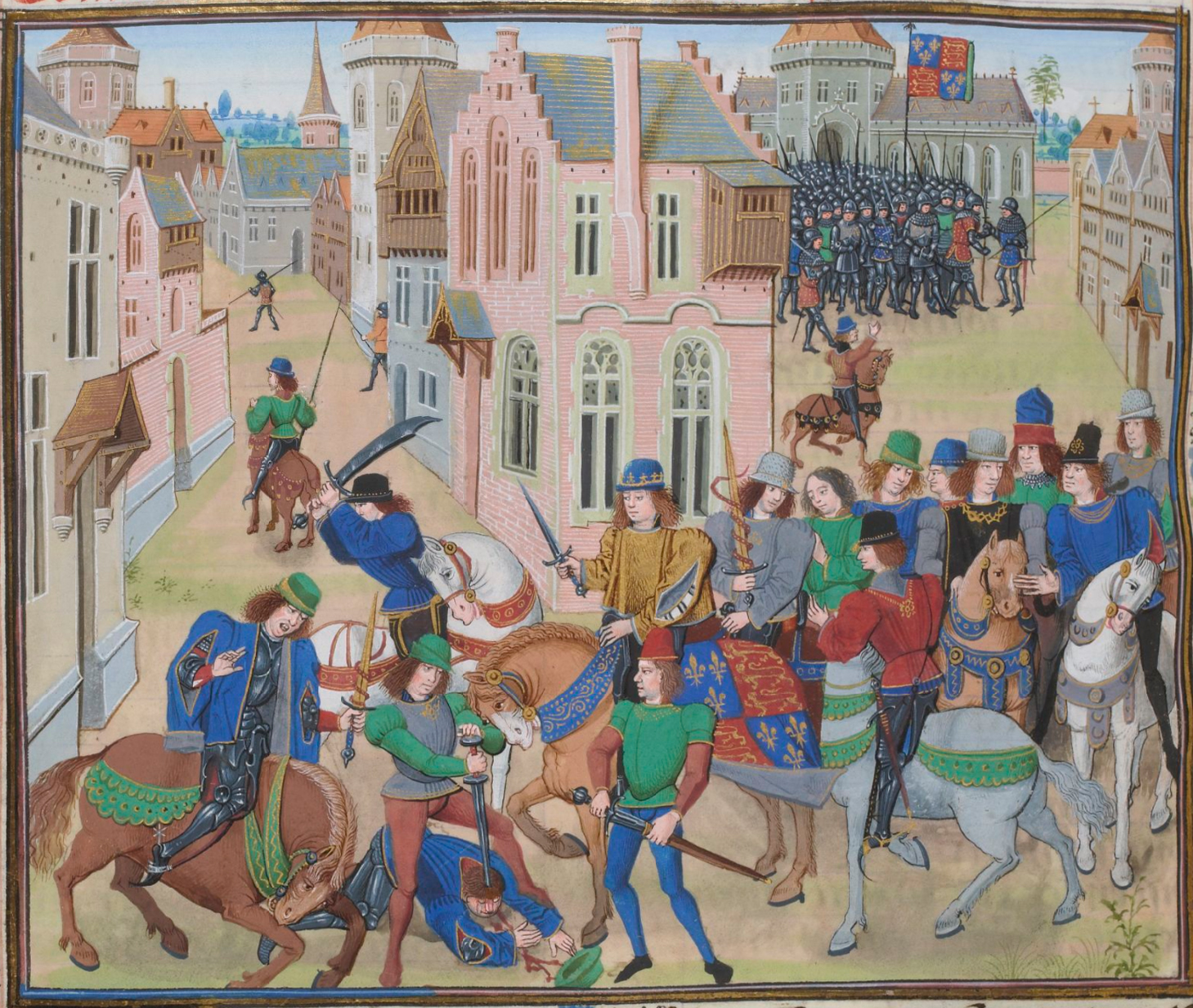
William Walworth (en bas à gauche) tuant Wat Tyler, 1381.

William Walworth (mort en 1385), lord-maire de Londres, est issu d’une famille du Durham. Tout d’abord apprenti de John Lovekyn, un membre de la Fishmongers Guild, il succède à son maître comme conseiller municipal de la circonscription de Bridge en 1368, et devient sheriff en 1370 et lord-maire en 1374.
On dit qu”il aurait supprimé l’usure dans la ville pendant ses années comme lord-maire. On sait également qu’il avançait des fonds à Richard II d'Angleterre. Il est partisan de l’oncle de celui-ci, Jean de Gand, contre lequel il existe une forte opposition dans la ville.
Son plus célèbre exploit est sa rencontre avec Wat Tyler pendant la révolte des paysans de 1381, au cours de son second mandat de lord-maire. En juin de cette année, quand Tyler et ses partisans entre au sud de Londres, Walworth défend le pont de Londres contre eux. Il accompagne Richard II d'Angleterre quand il rencontre les insurgés à Smithfield et tue le leader rebelle dans des circonstances toujours peu claires. Il fait défendre le roi par le corps de garde de la ville et est plus tard fait chevalier pour ce geste et touche une pension. Par la suite, il participe à deux commissions pour restaurer la paix dans le comté de Kent.
Il meurt en 1385, et est enterré dans l’église Saint Michael de Crooked Lane, dont il a toujours été un bienfaiteur régulier. William Walworth est le membre de la Fishmongers Guild à avoir reçu le plus de distinctions, et son nom revient dans les fastes qui accompagnent l’accession aux fonctions de maire de l’un des leurs. Il devient le héros de plusieurs contes populaires, et apparaît dans les Nine Worthies of London de Richard Johnson en 1592.